# Bulhaaholhi
Bulhaaholhi est une petite île inhabitée des Maldives.

## Géographie
Bulhaaholhi est située dans le centre des Maldives, à l'Ouest de l'atoll Ari, dans la subdivision de Alif Dhaal.